# Путь на Вавилон
«Путь на Вавило́н» (англ. Journey to Babel) — десятый эпизод второго сезона американского научно-фантастического телесериала «Звёздный путь» впервые показанный на телеканале NBC 17 ноября 1967 года.
В этом эпизоде впервые в сериале появляются родители Спока: Сарек (Марк Леннард) и Аманда (Джейн Уайетт). Также впервые показаны андорианцы и теллариты.

## Сюжет
Звёздная дата 3842.3: «Энтерпрайз» направляется на планетоид Вавилон, где должна состояться важная конференция. На борту находятся 140 делегатов и послов различных планет Федерации. С Вулкана прибывает последний делегат — посол Сарек со своей женой-землянкой Амандой. При торжественной встрече выясняется, что Сарек и Аманда — родители Спока. Между отцом и сыном уже давно существует напряжённость (они 14 лет не разговаривают) из-за того, что Спок предпочёл службу в Звёздном Флоте работе в Вулканской Академии Наук. Кирк устраивает для Сарека и Аманды экскурсию по «Энтерпрайзу», пытаясь привлечь к разговору и Спока, но Сарек явно даёт понять, что не хочет общаться с сыном. Во время этого разговора с Кирком связывается Ухура, и докладывает что перехватила какой-то странный сигнал, всего несколько символов. Источник обнаружить не удалось, но сигнал был очень сильный, как будто где-то совсем рядом. Кирк объявляет тревогу четвёртой степени и приказывает провести сканирование в широком диапазоне.
Вечером во время фуршета с участием всех делегатов, келарец Гэв пытается выведать у посла Сарека как тот будет голосовать на совещании по поводу вступления Коридана в Федерацию. Сарек дипломатично уходит от ответа. Выясняется, что посол Гэв уже вступал в спор с Сареком о приёме Кориданских планет на предыдущем совещании (келарцы против их вступления). С мостика Кирку сообщают, что вблизи «Энтерпрайза» обнаружен неизвестный корабль. Выяснить удаётся немного: это маленький корабль-разведчик, незнакомой конструкции, непроницаемый для сенсоров, пилотируемый и очень быстрый. Когда «Энтерпрайз» попытался приблизиться к разведчику, тот ушёл на скорости варп 10. Энтерпрайз пошёл прежним курсом, а корабль-разведчик тенью последовал за ним.
Когда посол Сарек вновь появляется в кают-компании, келарец Гэв вновь пытается выяснить, как Вулкан будет голосовать по Кориданскому вопросу. На этот раз Сарек прямо отвечает, что будет голосовать за. Между ними возникает серьёзная ссора, Кирк едва успевает разнять послов, келарец удаляется, а через некоторое время его находят мёртвым. Доктор Маккой констатирует смерть от перелома шеи, выполненного очень искусно. Спок утверждает, что это особый вулканский приём — Тайшайя, с помощью которого на Вулкане раньше казнили преступников. Подозрение сразу падает на Сарека. Оно тем более усиливается, когда выясняется, что Сарек в момент убийства медитировал в одиночестве и его никто не видел. Тем временем Ухура опять запеленговала сигнал. На этот раз удалось определить, что кто-то на Энтерпрайзе имеет передатчик, для связи с неизвестным кораблём. Сигнал зашифрован и Споку не удаётся его дешифровать.
Вулканец признаёт, что подозревать его логично, но отвергает обвинения в свой адрес, признавшись, что на самом деле он не медитировал, а был под воздействием приступа вулканской болезни (аналога инфаркта у землян), и совершить убийство, таким образом, не мог. Вскоре, из-за этих событий ещё более сильный приступ наступает вновь. Маккой плохо разбирающийся в вулканской физиологии, опасается за его жизнь. Сарека помещают в лазарет, его может спасти только переливание крови редкой вулканской группы. Спок, у которого кровь подходит, соглашается помочь отцу, несмотря на риск. Вскоре происходит чрезвычайное происшествие: на капитана Кирка, рядом с его каютой нападает андорианец. Кирк получает опасное ножевое ранение и Спок принимает командование кораблём. В это время Сареку становится совсем плохо и Маккой решает немедленно начать операцию. Но Спок не соглашается, мотивируя тем, что в такой напряжённой ситуации не имеет права передать кому-либо командование.
Допрос андорианца не даёт почти ничего. Его зовут Телев, он один из младших чиновников, но андорианский посол не понимает зачем тому понадобилось нападать на капитана. Из-за отказа Спока немедленно дать кровь умирающему отцу происходит его ссора с матерью. Кирк, узнав, что операция по переливанию крови не может начаться, несмотря на протесты Маккоя встаёт с постели и идёт сменять Спока на капитанском мостике, пообещав доктору, что сразу же передаст командование Скотти. Однако, как только Спок и Маккой уходят в лазарет, неопознанный корабль начинает приближаться к Энтерпрайзу, а Ухура снова пеленгует сигналы, но на этот раз они исходят с гауптвахты Энтерпрайза, где находится арестованный Телев. Подоспевшие охранники обнаруживают у андорианца передатчик в одной из головных антенн. В это время преследовавший «Энтерпрайз» корабль начинает атаку, завязывается бой, во время которого, в тряске и с энергоперебоями, Маккой вынужден делать сложнейшую операцию Сареку. На мостик приводят Телева. Кирк уже догадался, что Телев не андорианец, а шпион, которому изменили внешность и внедрили к андорианцам, чтобы рассорить делегации.
Космический бой продолжается, неприятельский корабль очень быстрый и манёвренный, и команде Энтерпрайза не удаётся попасть в него. Тогда Кирк устраивает ловушку: выключает энергию сначала по одному борту, затем по другому и ложится в дрейф, имитируя полный выход из строя всего звездолёта, и, когда враги приблизились, подбивает их фазером. Предложить сдаться Кирк не успевает: команда неизвестного корабля взрывает себя. Телев говорит, что им изначально был дан приказ уничтожить себя, более того он сам принял яд замедленного действия. Он умирает тут же, на мостике.
Кирк заходит в лазарет. Операция прошла удачно. Спок во время операции догадался, что напавший корабль не собирался возвращаться и мог всю энергию расходовать на оружие. Также Спок и Сарек объявляют, что всё это дело рук орионцев, желавших извлечь из ссоры делегатов политические и финансовые выгоды. Последнее слово осталось за Маккоем: он не разрешает Споку встать с постели, и настаивает, чтобы и Кирк также прилёг.

## Оценки
В 2016 году The Hollywood Reporter поставил эпизод на 42-е место среди лучших телевизионных эпизодов всех телевизионных франшиз «Звёздный путь», включая живые выступления и мультсериалы, но не считая фильмы.